# Ville Berglund

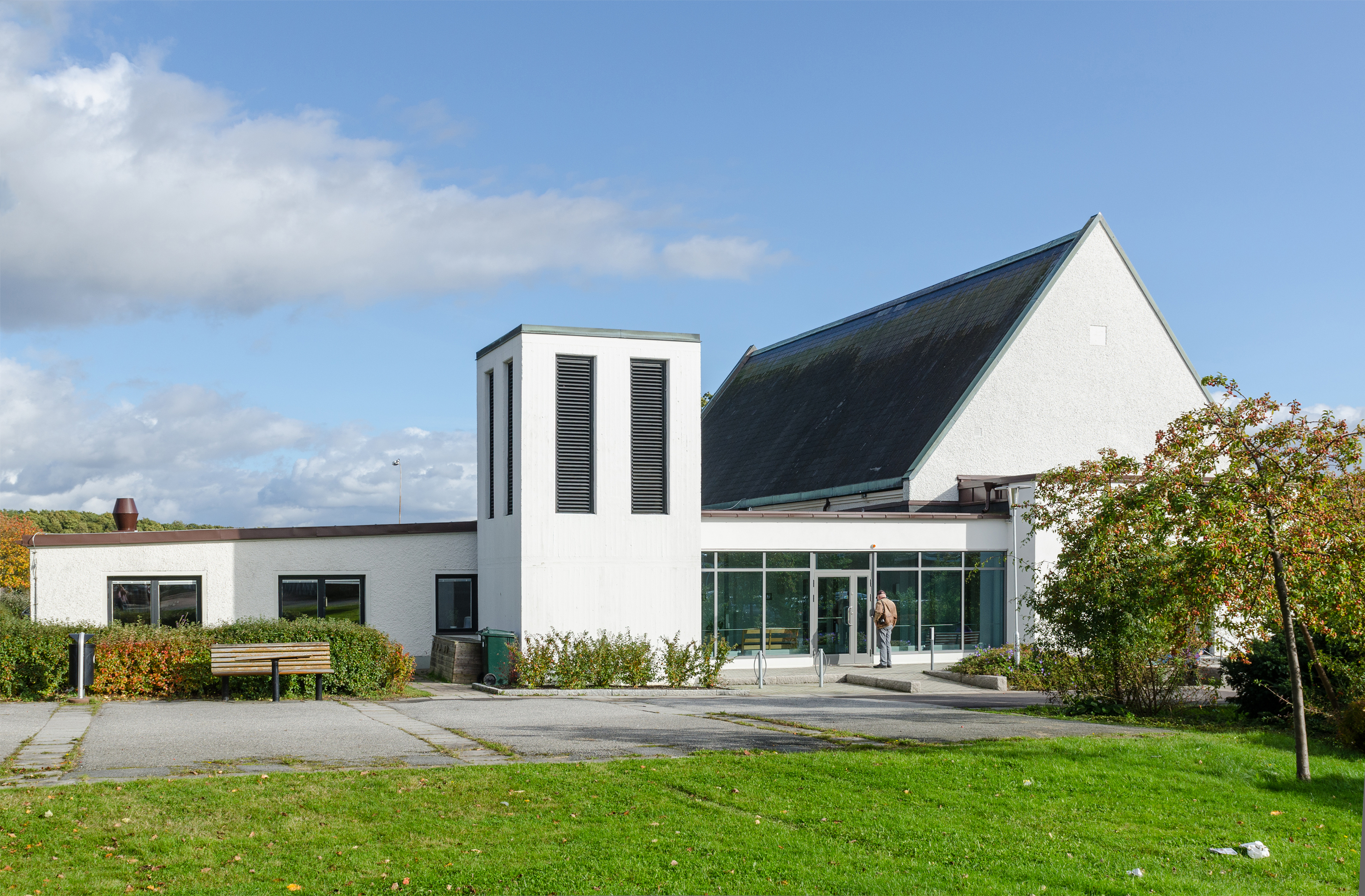
Näsets kyrka (1966–1967).

Karl Vilhelm (Ville) Berglund, född 26 mars 1897 i Torups församling, Hallands län, död 9 december 1982 i Tynnereds församling, Göteborg, var en svensk arkitekt.
Berglund, som var son till räkenskapsförare Karl August Berglund och Ester Hamberg, avlade arkitektexamen 1921. Han var anställd vid stadsingenjörskontoret i Göteborg 1921–1923, vid Jubileumsutställningen i Göteborg 1923, arkitekt vid H. Börjesson & Co i Göteborg 1924, vid arkitekt Karl M. Bengtsons byrå i Göteborg 1926–1928 och vid arkitekt Ernst Torulfs kontor i Göteborg 1928–1931. Han bedrev egen arkitektverksamhet i Göteborg 1931–1937, tillsammans med arkitekt Hugo Lindblad i Göteborg och Trollhättan 1937–1940, var byggnadskontrollant vid Göteborgs stads folkskolestyrelse 1940–1941 och lärare vid Göteborgs praktiska mellanskolors tekniska linje från 1941. Han innehade uppdrag för Göteborgs kyrkogårdar från 1926. Han var ledamot av kyrkofullmäktige i Mölndal. Bland hans utförda arbeten märks kyrkogårdar och kyrkogårdsbyggnader, fabriker, hyreshus och villor. Han deltog i ett flertal arkitekttävlingar. Berglund är begravd på Fässbergs kyrkogård.